# Antignostiska fäderna

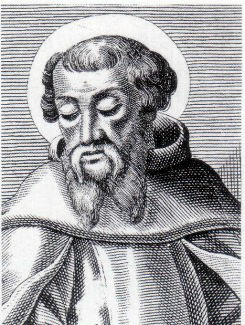
Irenaeus — en av de antignostiska fäderna

Antignostiska fäderna är en samlingsbeteckning för tre fornkyrkliga kyrkofäder, Irenaeus, Tertullianus och Hippolytus, som alla tre energiskt bekämpade gnosticismen.
Enligt dessa leder Gnosticismens idealism till att man förnekar skapelsen och ser denna som något ont. Hos de tre antignostiska fäderna står därför skapelsetron i centrum, då skapelsen på de anser att skapelsen på intet sätt är skild från det gudomliga.